# Nhlanhla Nene

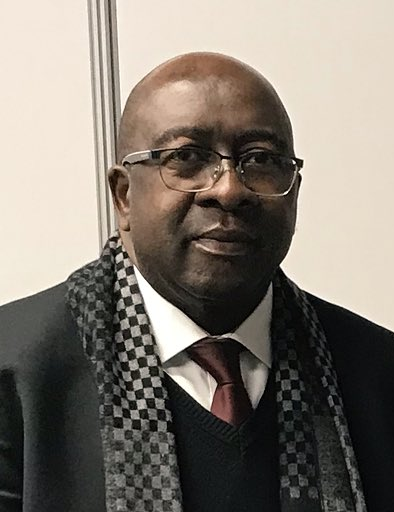
Nhlanhla Nene (2018)

Nhlanhla Musa Nene [ˈnɬanɬa ˈnɛnɛ] (* 5. Dezember  1958 in Kranskop) ist ein südafrikanischer Politiker. Er gehört dem African National Congress (ANC) an und war von November 2014 bis Mai 2015 Finanzminister im zweiten Kabinett von Präsident Jacob Zuma. Am 27. Februar 2018 wurde er von Präsident Cyril Ramaphosa erneut auf diese Position berufen und am 9. Oktober 2018 auf eigenen Wunsch von seinem Amt enthoben.

## Leben
Nene wuchs in der Nähe von Kranskop in der Provinz Natal auf. Er legte sein Matric am Gcothoyi Adult Centre ab. Anschließend besuchte er die University of the Western Cape (UWC), die er mit einem Bachelor of Commerce Honours abschloss. Außerdem erlangte er Diplome in Marketing Management und Economic Policy. Ferner besuchte er Kurse in London und im Jahr 2000 am Williams College im US-amerikanischen Williamstown.
Nene engagierte sich während des Studiums politisch. 1990 organisierte er für die Gewerkschaft South African Commercial, Catering and Allied Workers Union (SACCAWU) den ersten Streik im Finanzsektor Südafrikas. 1999 wurde er erstmals für den ANC in die Nationalversammlung gewählt. Er gehörte fortan dem Finanzkomitee Portfolio Committee on Finance an, das von Barbara Hogan geleitet wurde. 
2005 bis 2008 leitete Nene das Portfolio Committee on Finance als Chairperson. Anschließend ernannte ihn Präsident Kgalema Motlanthe zum stellvertretenden Finanzminister. 2010 gehörte Nene zum Organisationskomitee für die Fußball-Weltmeisterschaft in Südafrika. Am 25. April 2014 betraute ihn Präsident Jacob Zuma anstelle von Pravin Gordhan mit dem Amt des Finanzministers. Nene wandte sich gegen hohe Staatsausgaben, etwa gegen den von der Regierung erwogenen Bau mehrerer Atomkraftwerke. Am 9. Dezember 2015 wurde er ohne Angabe von Gründen durch den in der Finanzpolitik unerfahrenen Daniel van Rooyen ersetzt. Daraufhin fielen der Wechselkurs des Rand und der Aktienindex der Johannesburger Börse innerhalb eines Tages erheblich, so dass Zuma van Rooyen nach vier Tagen mit einem anderen Kabinettsposten betraute und Gordhan erneut Finanzminister wurde. Nene legte wenige Tage nach seiner Absetzung sein Abgeordnetenmandat nieder. Am 26. Februar 2018 berief ihn der neugewählte Präsident Ramaphosa erneut zum Finanzminister im Kabinett Ramaphosa I.
Am 9. Oktober desselben Jahres nahm Ramaphosa sein Rücktrittsgesuch an. Zuvor war bekannt geworden, dass Nene sich entgegen früheren Aussagen zwischen 2010 und 2014 mehrfach mit Mitgliedern der Gupta-Familie getroffen hatte. Sein Nachfolger wurde der ehemalige Gouverneur der South African Reserve Bank, Tito Mboweni. Am selben Tag wurde bekannt, dass die Public Protector Busisiwe Mkhwebane gegen Nene wegen der Zahlung eines Unternehmens in Höhe von umgerechnet 1,7 Millionen US-Dollar an seinen Sohn ermittelt.